# Предраг Марковић (фудбалер)
Предраг Марковић (Београд, 1. август 1930 — Београд, 19. децембар 1979) био је југословенски и српски фудбалер.

## Каријера
Рођен је 1. августа 1930. године у Београду. Поникао је у фудбалском клубу БСК Београд (касније ОФК Београд). У сезони 1954/55. био је најбољи стрелац фудбалског првенства Југославије са 20 постигнутих голова (поделио прво место са Томашевићем и Вукасом). У каријери је још играо за Црвену звезду и Будућност из Титограда.
За А репрезентацију Југославије одиграо је један меч и постигао један гол. Играо је у пријатељској утакмици 17. октобра 1954. против Турске (5:1).
Преминуо је од последица инфаркта 19. децембра 1979. године. Сахрањен је на Новом гробљу у Београду.

## Успеси
- Индивидуални
  - Најбољи стрелац Првенства Југославије: 1955.